# Delta位勢壘
在量子力學裏，Delta位勢壘是一個壘內位勢為狄拉克Delta函數，壘外位勢為0的位勢壘。Delta位勢壘問題專門研討，在這種位勢的作用中，一個移動的粒子的量子行為。我們想要知道的是，在被Delta位勢壘散射的狀況下，粒子的反射係數與透射係數。在許多量子力學的教科書裏，這是一個常見的習題。

## 定義

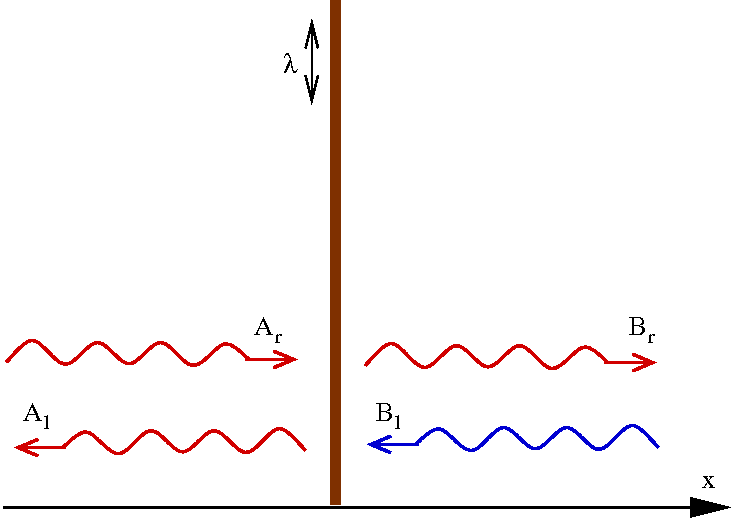
對於一個Delta位勢壘的散射。往左與往右的行進波的振幅與方向都分別表示於圖內。用來計算透射係數與反射係數的行進波都以紅色表示。

一個粒子獨立於時間的薛丁格方程為
{\displaystyle -{\frac {\hbar ^{2}}{2m}}{\frac {d^{2}\psi (x)}{dx^{2}}}+V(x)\psi (x)=E\psi (x)\,\!}；
其中，{\displaystyle \hbar \,\!}是約化普朗克常數，{\displaystyle m\,\!}是粒子質量，{\displaystyle x\,\!}是粒子位置，{\displaystyle E\,\!}是能量，{\displaystyle \psi (x)\,\!}是波函數，{\displaystyle V(x)\,\!}是位勢，表達為
{\displaystyle V(x)=\lambda \delta (x)\,\!}；
其中，{\displaystyle \delta (x)\,\!}是狄拉克Delta函數，{\displaystyle \lambda \,\!}是狄拉克Delta函數的強度。

## 導引
這位勢壘將一維空間分為兩個區域：{\displaystyle x<0\,\!}與{\displaystyle x>0\,\!}。在任何一個區域內，位勢為常數，薛丁格方程的解答可以寫為往右與往左傳播的波函數的疊加（參閱自由粒子）：
{\displaystyle \psi _{L}(x)=A_{r}e^{ikx}+A_{l}e^{-ikx}\quad x<0\,\!}，
{\displaystyle \psi _{R}(x)=B_{r}e^{ikx}+B_{l}e^{-ikx}\quad x>0\,\!}；
其中，{\displaystyle A_{r}\,\!}、{\displaystyle A_{l}\,\!}、{\displaystyle B_{r}\,\!}、{\displaystyle B_{l}\,\!}都是必須由邊界條件決定的常數，下標{\displaystyle r\,\!}與{\displaystyle l\,\!}分別標記波函數往右或往左的方向。{\displaystyle k={\sqrt {2mE/\hbar ^{2}}}\,\!}是波數。 
由於{\displaystyle E>0\,\!}，{\displaystyle \psi _{L}\,\!}與{\displaystyle \psi _{R}\,\!}都是行進波。這兩個波必須滿足在{\displaystyle x=0\,\!}的邊界條件：
{\displaystyle \psi _{L}=\psi _{R}\,\!}，
{\displaystyle {\frac {d}{dx}}\psi _{L}={\frac {d}{dx}}\psi _{R}-{\frac {2m\lambda }{\hbar ^{2}}}\psi _{R}\,\!}。
特別注意第二個邊界條件方程式，波函數隨位置的導數在{\displaystyle x=0\,\!}並不是連續的，在位勢壘兩邊的差額有{\displaystyle -{\frac {2\lambda }{\hbar ^{2}}}\psi _{R}\,\!}這麼多。這方程式的推導必須用到薛丁格方程。將薛丁格方程積分於{\displaystyle x=0\,\!}的一個非常小的鄰域：
{\displaystyle -{\frac {\hbar ^{2}}{2m}}\int _{-\epsilon }^{\epsilon }{\frac {d^{2}\psi }{dx^{2}}}\,dx+\int _{-\epsilon }^{\epsilon }V(x)\psi \,dx=E\int _{-\epsilon }^{\epsilon }\psi \,dx\,\!}；(1)
其中，{\displaystyle \epsilon \,\!}是一個非常小的數值。
方程式(1)右邊的能量項目是
{\displaystyle E\int _{-\epsilon }^{\epsilon }\psi \,dx\approx E\cdot 2\epsilon \cdot \psi (0)\,\!}。(2)
在{\displaystyle \epsilon \to 0\,\!}的極限，這項目往著0去。
方程式(1)左邊是
{\displaystyle -{\frac {\hbar ^{2}}{2m}}\left({\frac {d\psi _{R}}{dx}}{\bigg |}_{\epsilon }-{\frac {d\psi _{L}}{dx}}{\bigg |}_{-\epsilon }\right)+\lambda \int _{-\epsilon }^{\epsilon }\delta (x)\psi \,dx=0\,\!}(3)
根據狄拉克Delta函數的定義，
{\displaystyle \int _{-\epsilon }^{\epsilon }\delta (x)\psi \,dx=\psi _{R}(0)\,\!}。(4)
而在{\displaystyle \epsilon \to 0\,\!}的極限，
{\displaystyle \lim _{\epsilon \to 0}{\frac {d\psi _{L}}{dx}}{\bigg |}_{-\epsilon }={\frac {d\psi _{L}}{dx}}{\bigg |}_{0}\,\!}，(5)
{\displaystyle \lim _{\epsilon \to 0}{\frac {d\psi _{R}}{dx}}{\bigg |}_{\epsilon }={\frac {d\psi _{R}}{dx}}{\bigg |}_{0}\,\!}。(6)
將這些結果(4)，(5)，(6)代入方程式(3)，稍加編排，可以得到第二個邊界條件方程式：在{\displaystyle x=0\,\!}，
{\displaystyle {\frac {d\psi _{L}}{dx}}={\frac {d\psi _{R}}{dx}}-{\frac {2m\lambda }{\hbar ^{2}}}\psi _{R}\,\!}。
從這兩個邊界條件方程式。稍加運算，可以得到以下方程式：
{\displaystyle A_{r}+A_{l}=B_{r}+B_{l}\,\!}，
{\displaystyle ik(A_{r}-A_{l}-B_{r}+B_{l})=-{\frac {2m\lambda }{\hbar ^{2}}}(B_{r}+B_{l})\,\!}。

### 反射與透射

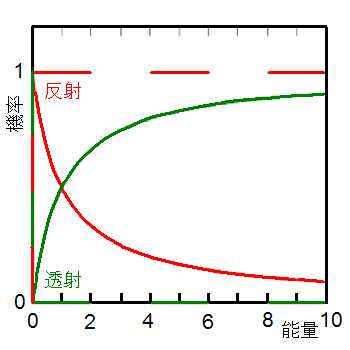
一個Delta位勢壘的反射係數（用紅線表示）與透射係數（用綠線表示）隨著能量的變化。在這裏，能量。能量的單位是。經典力學的答案用虛線表示，量子力學的答案用實線表示。

由於能量是正值的，粒子可以自由的移動於位勢壘外的兩個半空間，{\displaystyle x<0\,\!}或{\displaystyle x>0\,\!}。可是，在Delta位勢壘，粒子會遇到散射狀況。設定粒子從左邊入射。在Delta位勢壘，粒子可能會被反射回去，或者會被透射過去。我們想要知道散射的反射係數與透射係數。設定{\displaystyle A_{r}=1\,\!}，{\displaystyle A_{l}=r\,\!}，{\displaystyle B_{l}=0\,\!}，{\displaystyle B_{r}=t\,\!}。求算反射的機率幅{\displaystyle r\,\!}與透射的機率幅{\displaystyle t\,\!}：
{\displaystyle r={\cfrac {1}{{\cfrac {i\hbar ^{2}k}{m\lambda }}-1}}\,\!}，
{\displaystyle t={\cfrac {1}{{\cfrac {im\lambda }{\hbar ^{2}k}}+1}}\,\!}。
反射係數是
{\displaystyle R=|r|^{2}={\cfrac {1}{1+{\cfrac {\hbar ^{4}k^{2}}{m^{2}\lambda ^{2}}}}}={\cfrac {1}{1+{\cfrac {2\hbar ^{2}E}{m\lambda ^{2}}}}}\,\!}。
透射係數是
{\displaystyle T=|t|^{2}=1-R={\cfrac {1}{1+{\cfrac {m^{2}\lambda ^{2}}{\hbar ^{4}k^{2}}}}}={\cfrac {1}{1+{\cfrac {m\lambda ^{2}}{2\hbar ^{2}E}}}}\,\!}。
這純粹是一個量子力學的效應，稱為量子穿隧效應；在經典力學裏，透射係數等於0，粒子不可能會透射過位勢壘。
- 由於模型的對稱性，假若，粒子從右邊入射，我們也會得到同樣的答案。
- 很奇異地，給予同樣的能量、質量、與狄拉克Delta函數的強度，Delta位勢壘與Delta位勢阱有同樣的反射係數與透射係數。

## 參閱
- 自由粒子
- 無限深方形阱
- 有限深方形阱
- 有限位勢壘
- 球對稱位勢
- Delta位勢阱
- 量子穿隧效應